# Conomma feai
Conomma feai is een hooiwagen uit de familie Pyramidopidae.